# Dennis Lisk

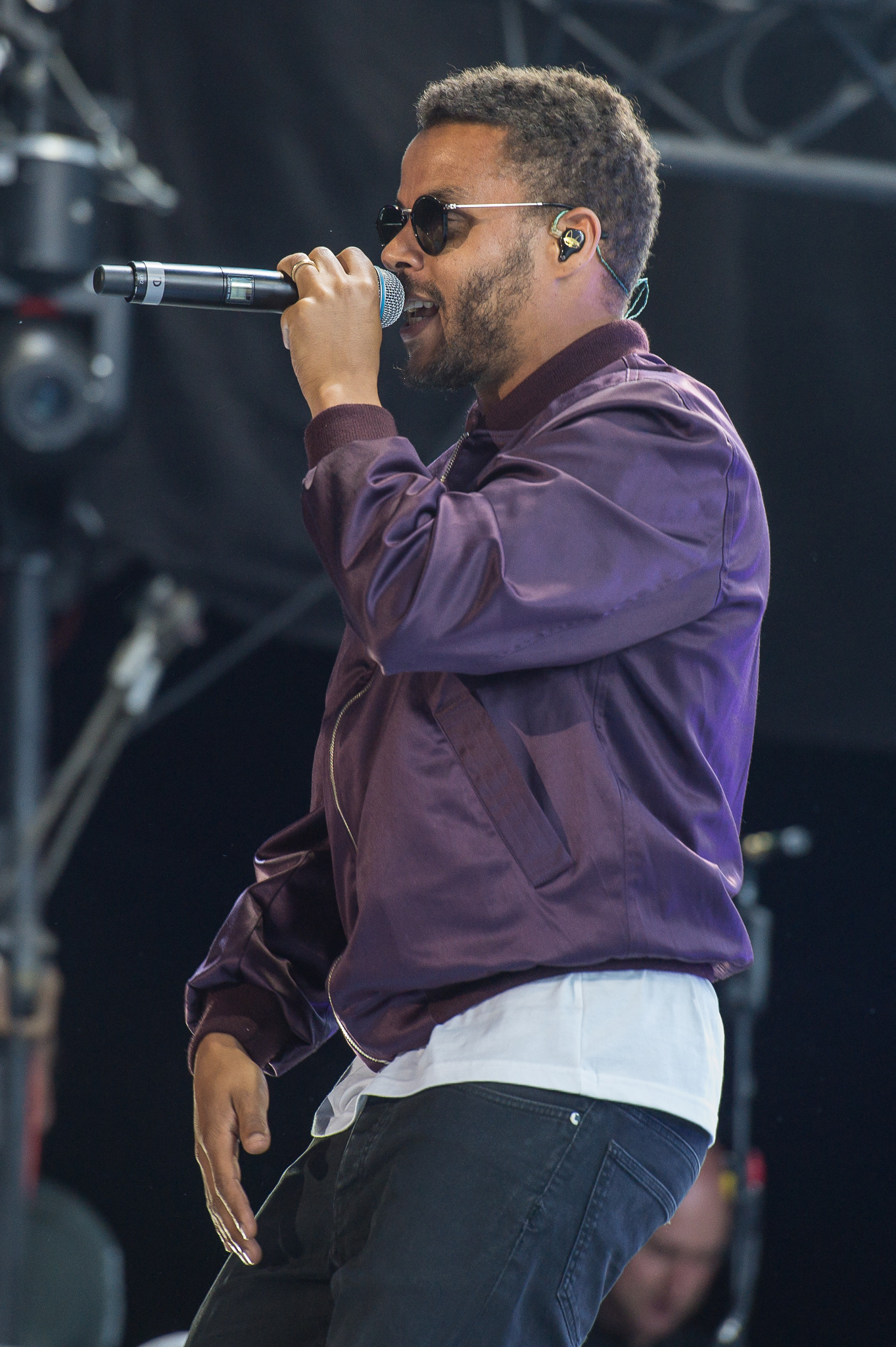
Denyo (2017)

Dennis Lisk (* 2. März 1977 in Hamburg), auch Denyo, Denyo 77, Dennis Deutschland oder Dennis Dubplate, ist ein deutscher Soul- und Hip-Hop-Musiker und Radiomoderator sowie Mitglied der Hiphop-Gruppe Beginner.

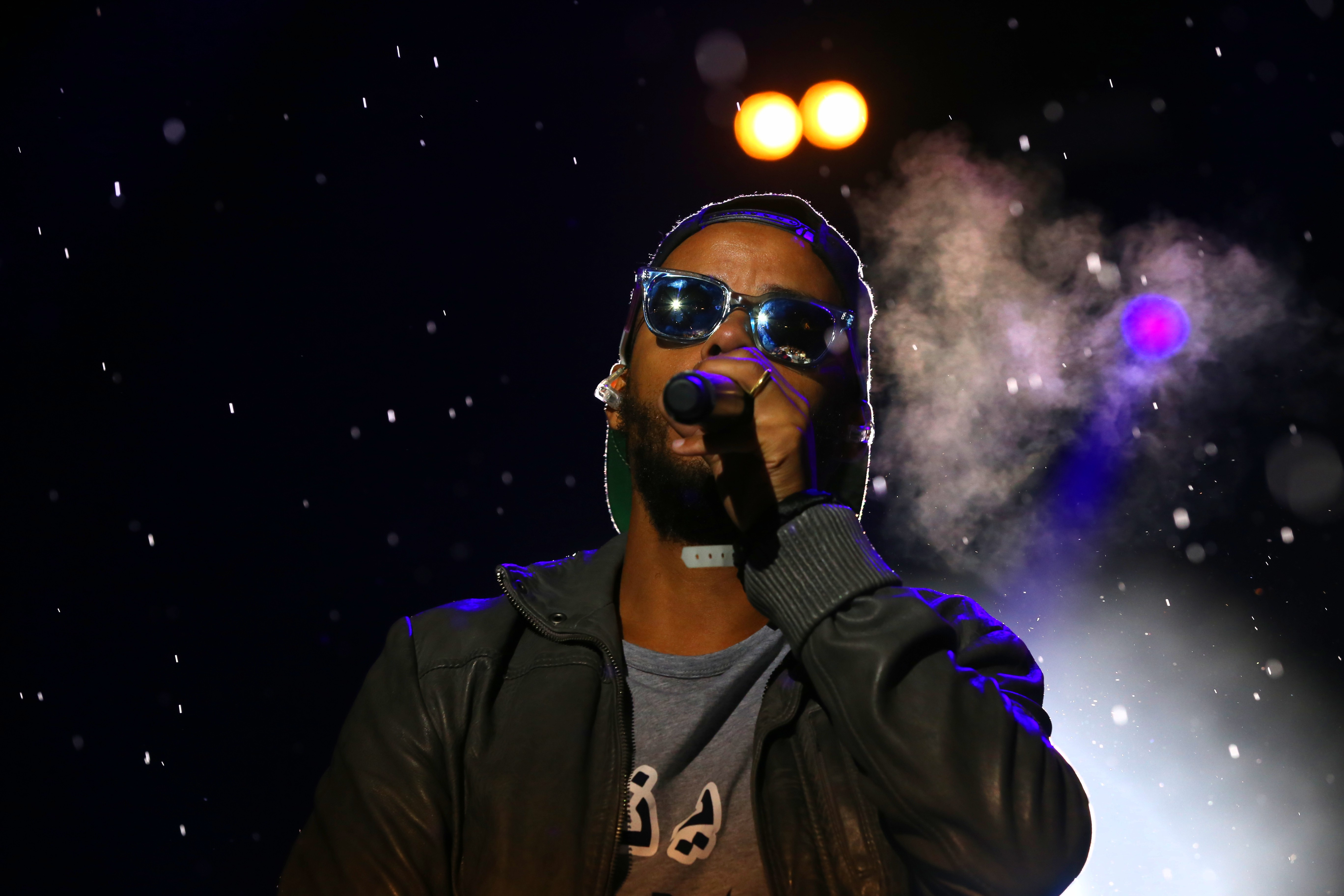
Denyo (2013)

## Leben
Dennis Lisk hat einen älteren Bruder und lebte in seiner Jugend mehrere Jahre mit seiner Familie in Lagos (Nigeria), der Heimat seines Vaters. Nach dem frühen Tod ihres Mannes entschied sich seine Mutter,  mit ihm und seinem Bruder nach Hamburg zurückzuziehen. Laut Lisk wurde sein Vater aus rassistischen Motiven getötet. Lisk ging in Hamburg-Eppendorf zur Schule und lernte dort seine späteren Bandkollegen kennen. Er wurde Mitte der 90er Jahre in der Bandformation Absolute Beginner als „Denyo“ bekannt, mit denen er bis heute mehrere chartrelevante Tonträger veröffentlichte.
Nach drei Alben mit den Beginnern veröffentlichte „Denyo“ 2001 unter dem Namen Denyo77 sein erstes Soloalbum namens Minidisco. Dieses beinhaltet Produktionen von Lisk selbst, Eißfeldt 65, Glammerlicious, Milan und DJ Dynamite und Features von Eißfeldt 65 (auch als Hans Werner Votz), DJ Mad an den Cuts, Illo, Paolo 77, D-Flame und Das Bo.
Er ist bereits seit 2001 Teil des Projekts Brothers Keepers, bei welchem er auch mit vielen Hip-Hop-, Reggae- und Soulkünstlern wie Xavier Naidoo, D-Flame, Ziggy Marley, Patrice, Gentleman, Torch und weiteren zusammenarbeitet.
Sein zweites Album The Denyos, das von ihm, Tropf, DJ Dynamite, Lars Mellow und Chris Tall produziert wurde und bis auf Eizi Eiz im Intro, Ms Marx in 2 Refrains und DJ Mad an den Cuts keine Gastbeiträge anderer Künstler enthält, hatte nicht den von ihm gewünschten Erfolg. So wurde aus dem Album nur eine Single veröffentlicht.
2009 wirkte er bei Dein Song als Songpate mit.
Des Weiteren veröffentlichte er noch die Onlinesingle Easy mit Nico Suave und The Denyos (seine Liveband). Seit 2009 steht er als Solo-Künstler bei Four Music unter Vertrag. Im Juli 2009 erschien ein weiteres Soloalbum unter dem Titel Suchen & Finden; er veröffentlichte das Album unter seinem realen Namen Dennis Lisk.
Jeden Dienstagabend moderiert er die Sendung Top of the Blogs auf dem Hamburger Radiosender N-Joy. Im Jahr 2011 moderierte er die Dokutainment-Sendung Cover My Song auf VOX. 2012 erhielt er dafür den Deutschen Fernsehpreis.
Seit 2019 arbeitet Lisk an einem neuen Projekt im Bereich der virtuellen Realität. Zusammen mit Fabian Vogelsteller gründete er ein Start-up zur Entwicklung von „District VR“, einem VR-DJ- und Club-Simulator. Das Projekt, das die Cluberfahrung in die virtuelle Realität bringen soll, befindet sich seit 2024 in der Beta-Testphase.
Lisk ist verheiratet, lebt mit seiner Familie in Berlin (Mitte) und ist Vater eines Sohnes (* 2002) und einer Tochter (* 2009).

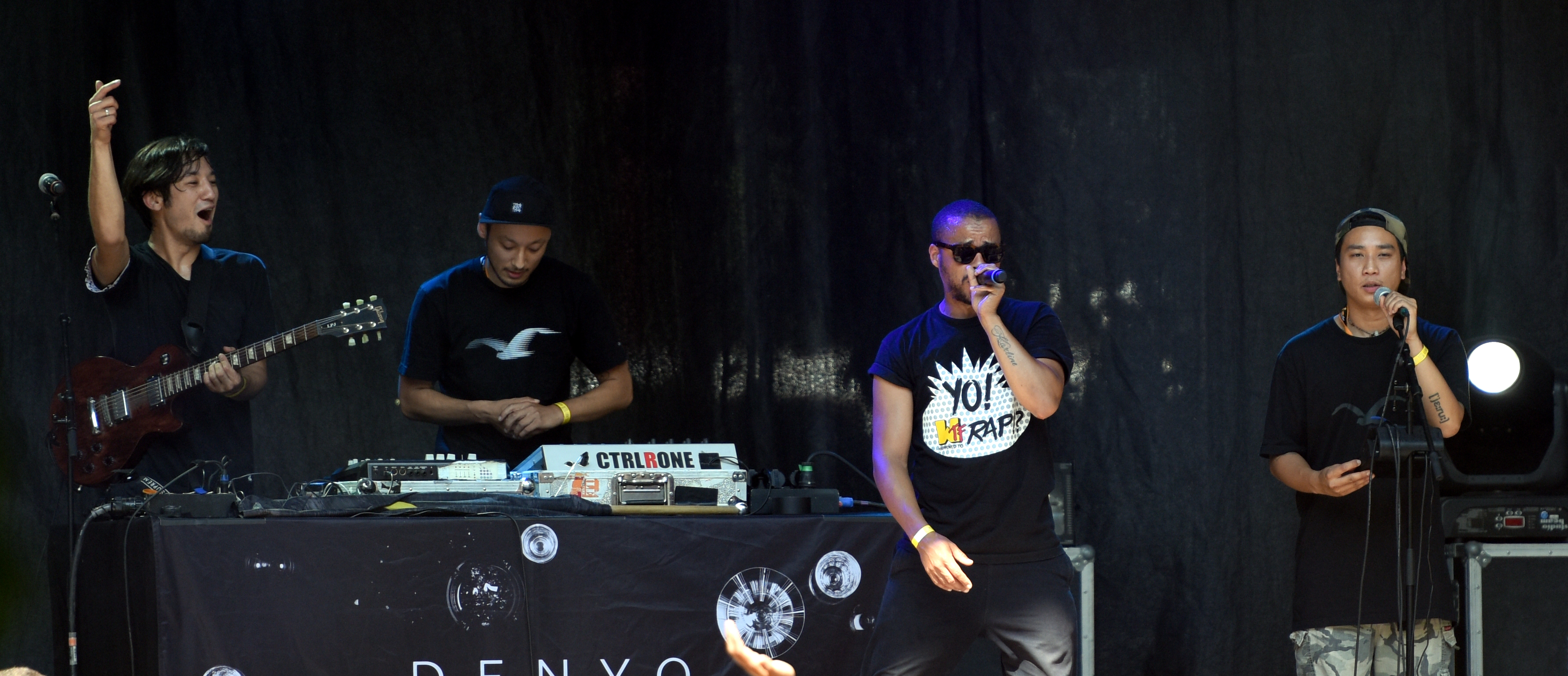
Denyo mit Band beim Open Flair 2015.

## Diskografie

### Studioalben
| Jahr | Titel Musiklabel           | Höchstplatzierung, Gesamtwochen, AuszeichnungChartplatzierungen (Jahr, Titel, Musiklabel, Platzierungen, Wochen, Auszeichnungen, Anmerkungen) | Höchstplatzierung, Gesamtwochen, AuszeichnungChartplatzierungen (Jahr, Titel, Musiklabel, Platzierungen, Wochen, Auszeichnungen, Anmerkungen) | Höchstplatzierung, Gesamtwochen, AuszeichnungChartplatzierungen (Jahr, Titel, Musiklabel, Platzierungen, Wochen, Auszeichnungen, Anmerkungen) | Anmerkungen                                         |
| Jahr | Titel Musiklabel           | DE | AT | CH | Anmerkungen                                         |
| ---- | -------------------------- | --- | --- | --- | --------------------------------------------------- |
| 2001 | Minidisco Buback/Motor     | DE63 (3 Wo.)DE | — | — | Erstveröffentlichung: 2001 als Denyo                |
| 2005 | The Denyos Universal       | DE57 (1 Wo.)DE | — | — | Erstveröffentlichung: 2005 als Denyo                |
| 2009 | Suchen & Finden Four Music | DE73 (1 Wo.)DE | — | — | Erstveröffentlichung: 10. Juli 2009 als Dennis Lisk |
| 2015 | DERBE BMG                  | DE16 (1 Wo.)DE | AT60 (1 Wo.)AT | CH86 (1 Wo.)CH | Erstveröffentlichung: 17. April 2015 als Denyo      |

### Singles
| Jahr | Titel Album                                        | Höchstplatzierung, Gesamtwochen, AuszeichnungChartplatzierungen (Jahr, Titel, Album, Platzierungen, Wochen, Auszeichnungen, Anmerkungen) | Höchstplatzierung, Gesamtwochen, AuszeichnungChartplatzierungen (Jahr, Titel, Album, Platzierungen, Wochen, Auszeichnungen, Anmerkungen) | Höchstplatzierung, Gesamtwochen, AuszeichnungChartplatzierungen (Jahr, Titel, Album, Platzierungen, Wochen, Auszeichnungen, Anmerkungen) | Anmerkungen                                                                          |
| Jahr | Titel Album                                        | DE | AT | CH | Anmerkungen                                                                          |
| ---- | -------------------------------------------------- | --- | --- | --- | ------------------------------------------------------------------------------------ |
| 1999 | Irgendwie, irgendwo, irgendwann Pop 2000 (Sampler) | DE2 Platin · (18 Wo.)DE | AT2 Gold · (14 Wo.)AT | CH5 (17 Wo.)CH | Erstveröffentlichung: 1. November 1999 mit Jan Delay Verkäufe: + 525.000             |
| 2001 | Adriano (Letzte Warnung) Lightkultur               | DE5 Gold · (13 Wo.)DE | AT13 (15 Wo.)AT | CH19 (14 Wo.)CH | Erstveröffentlichung: 2. Juli 2001 als Teil von Brothers Keepers Verkäufe: + 250.000 |
| 2005 | Ain’t No Punchline When He’s Gone The Denyos       | DE93 (2 Wo.)DE | — | — | Erstveröffentlichung: 2005                                                           |

Weitere Singles
- 1999: Style Liga # 2
- 2001: Single Sells
- 2001: Was nun
- 2005: The Denyos
- 2009: Lass los
- 2015: #DERBE
- 2018: Adriano (SaMTV Unplugged) (Samy Deluxe feat. Afrob, Denyo, Xavier Naidoo, Torch & Megaloh)
- 2021: Spass (Jan Delay feat. Denyo)